# Fiat X1/9
Fiat X1/9 - автомобіль з кузовом типу тарга, що випускався концерном FIAT S.p.A. з 1972 до 1982 року. Надалі виробництво було перенесено на завод фірми Bertone, де випуск тривав до 1989 року.

## Історія

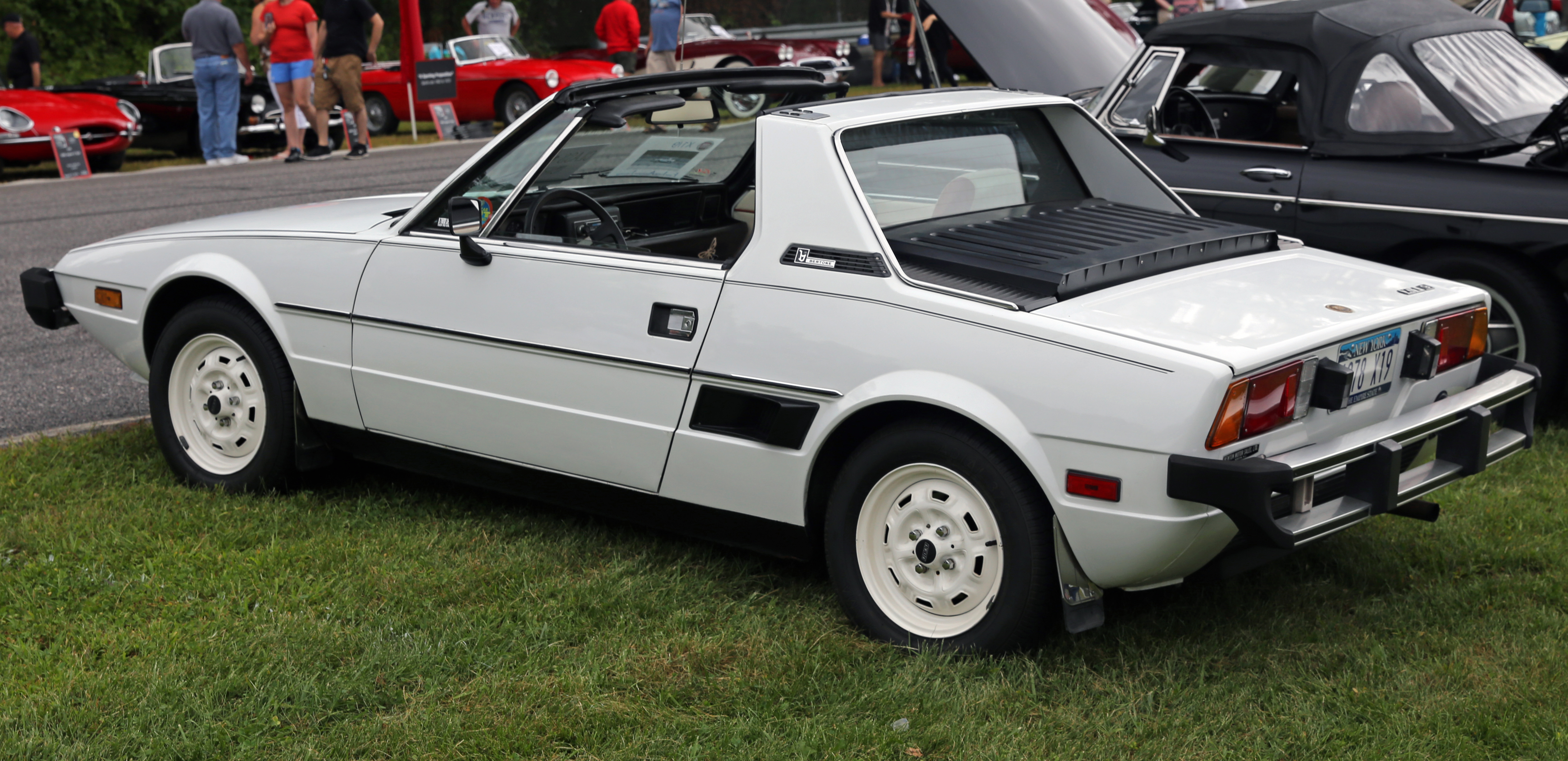

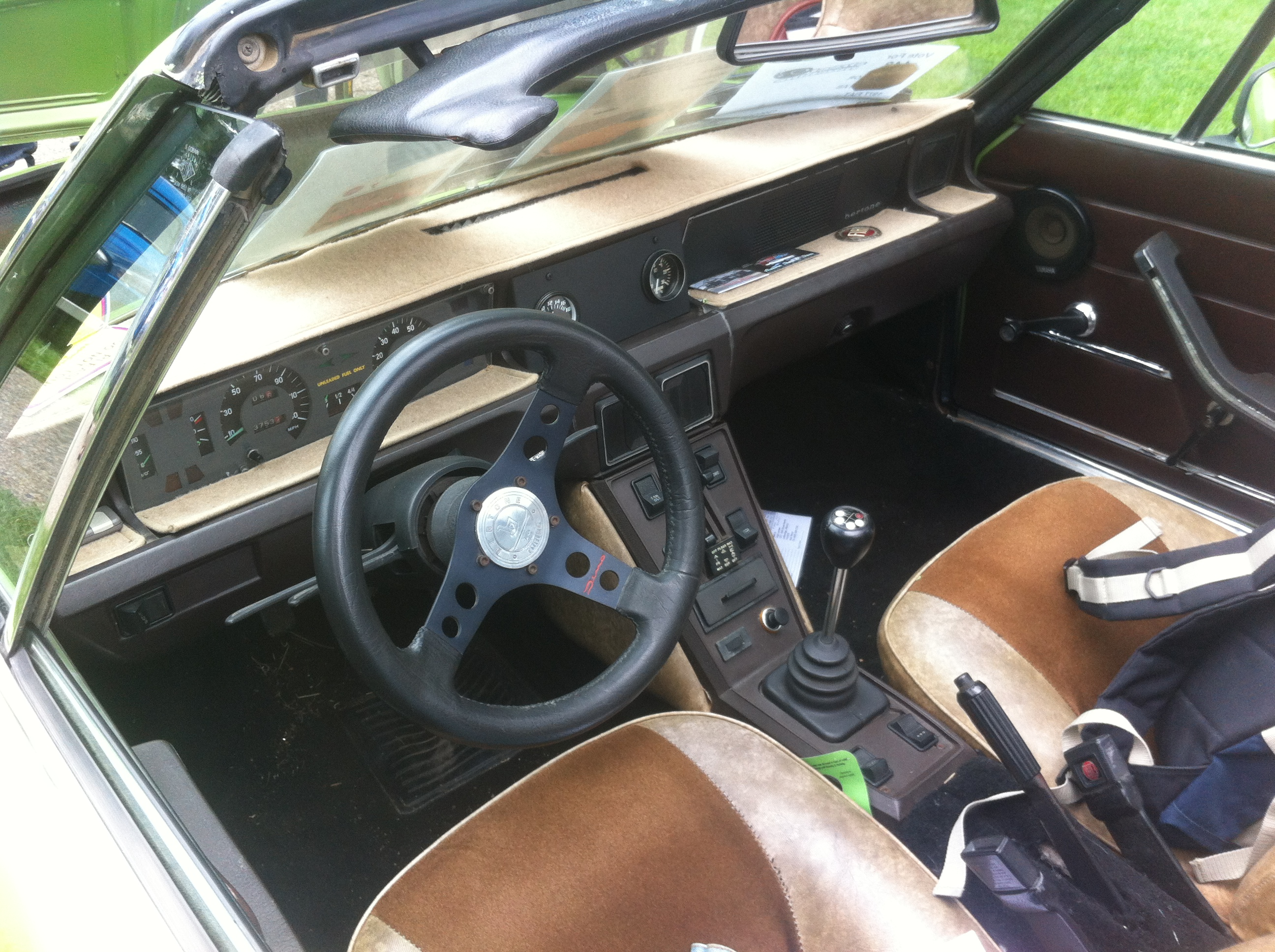

Вперше автомобіль був представлений як концепт-кар у 1969 році під назвою Autobianchi A112 Runabout. Дизайн був розроблений фірмою Bertone під керівництвом Марчелло Гандіні. Fiat X1/9 дебютував 23 листопада 1972 року. Модель мала незвичне ім'я. У ті роки моделі Фіат нумерувалися трицифровими числами. А проекти, що тільки розробляються, якраз іменувалися X1/1 (Fiat 128), X1/2 (Autobianchi A112) і так далі. Автомобіль отримав новий двигун від Fiat 128, що розташувався позаду сидінь.
Монокок виготовляли на заводі Bertone у Турині, потім він доставлявся на завод Фіат. Там робили складання машини. У 1982 році виробництво було повністю передано Bertone. Тоді автомобіль змінив ім'я на Bertone X1/9.
Останні машини були випущені під іменем Gran Finale у комплектації Special Edition (SE) зі спойлером на кришці багажника. Усього було випущено близько 200000 машин, 150000 Fiat та 50000 Bertone.

## Двигуни
Автомобіль оснащували 1,3 літровим двигуном з алюмінієвою головкою блоку циліндрів потужністю 75 к.с. (66 к.с. – США). Трансмісія – 4-ступінчаста механічна КПП, привід на задні колеса. Надалі на машини стали встановлювати двигуни об'ємом 1,5 літра та потужністю 85 к.с. (75 к.с. при 5500 об./хв. - США), а також 5 ступінчасті трансмісії. Стиснення 1,5 л двигуна було 8,5:1.

## Автоспорт
В 1973 підрозділ Фіата Abarth розробив модель Abarth X1/9 Prototipo. Машина змінила у ралі модель 124 Spider Abarth. Автомобіль оснастили двигуном об'ємом 1,8 літра з 16 клапанами та карбюратором Webber IDF. Машина мала задній спойлер та повітрозабірник на даху. Було випущено лише п'ять автомобілів.

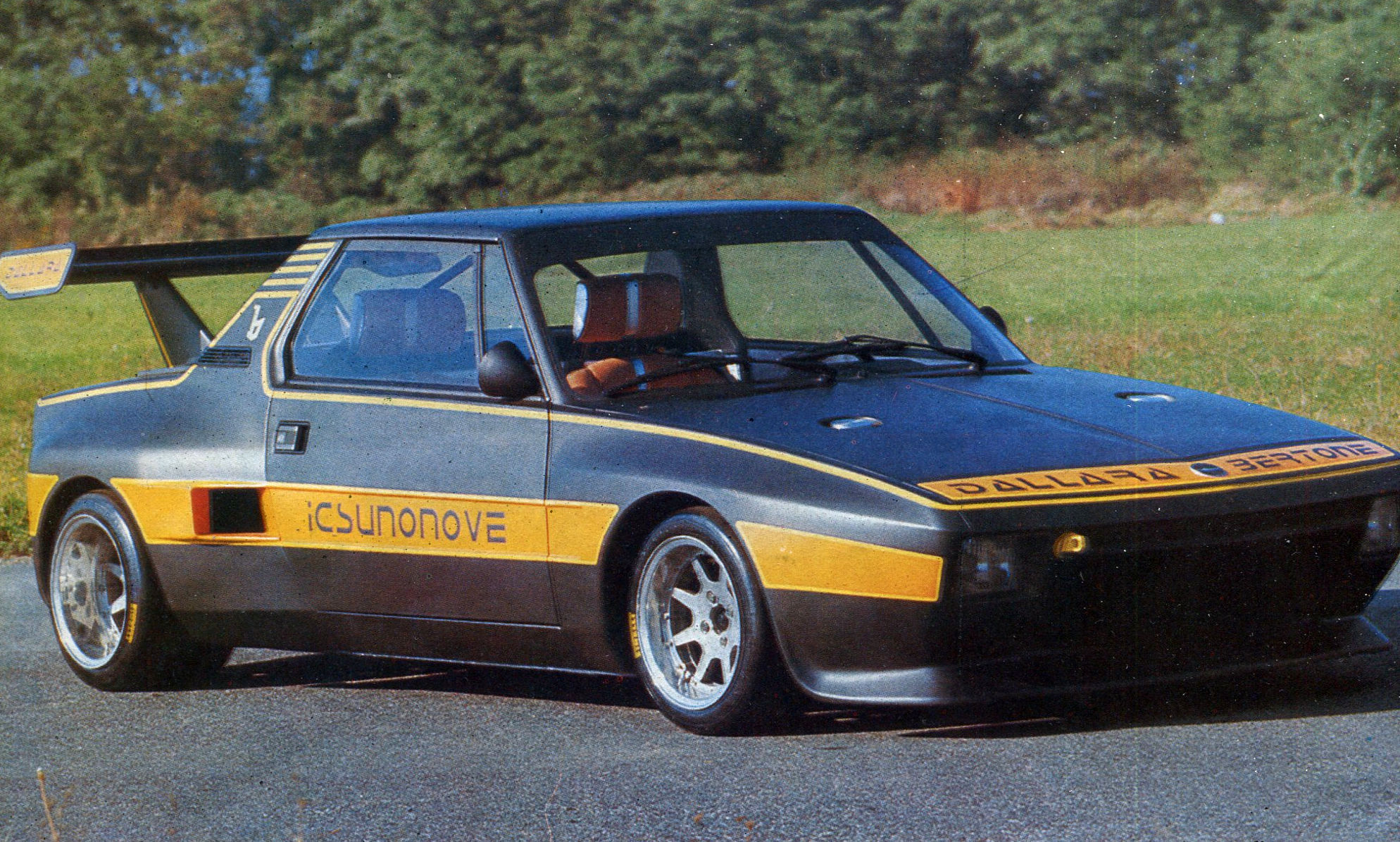
Dallara Icsunonove 1975

У 1975 році Dallara побудувала на базі X1/9 автомобіль для участі у Міжнародному чемпіонаті конструкторів. Стандартний 1,3-літровий двигун був доопрацьований. Об'єм підвищили до 1,6 л, встановили власну 16-клапанну головку блоку циліндрів. В результаті потужність зросла до 200 к.с. при 10000 об/хв. Вага машини становила лише 650 кг. Також було доопрацьовано підвіску та змінено зовнішній вигляд автомобіля.